# دهه ۵۳۰ (میلادی)
دهه ۵۳۰ (میلادی) دهه پنجاه و سوم تقویم میلادی است.

## درگذشتگان
‎